# Pin lithi

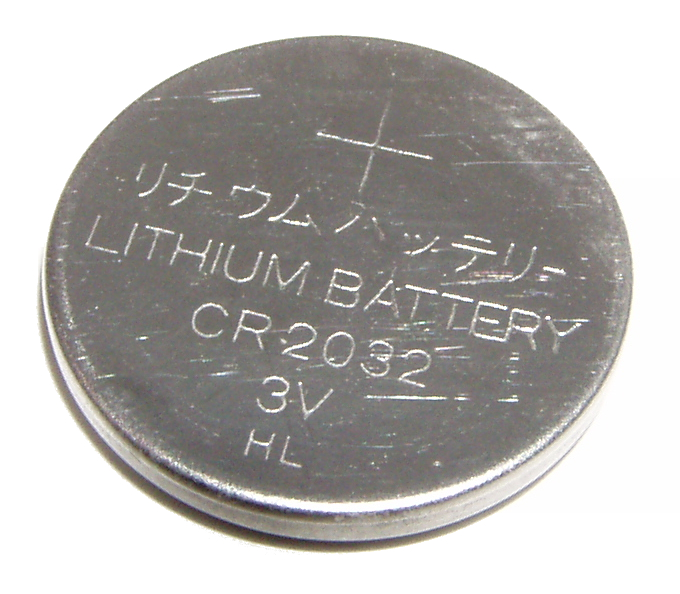
Viên pin lithi CR2032

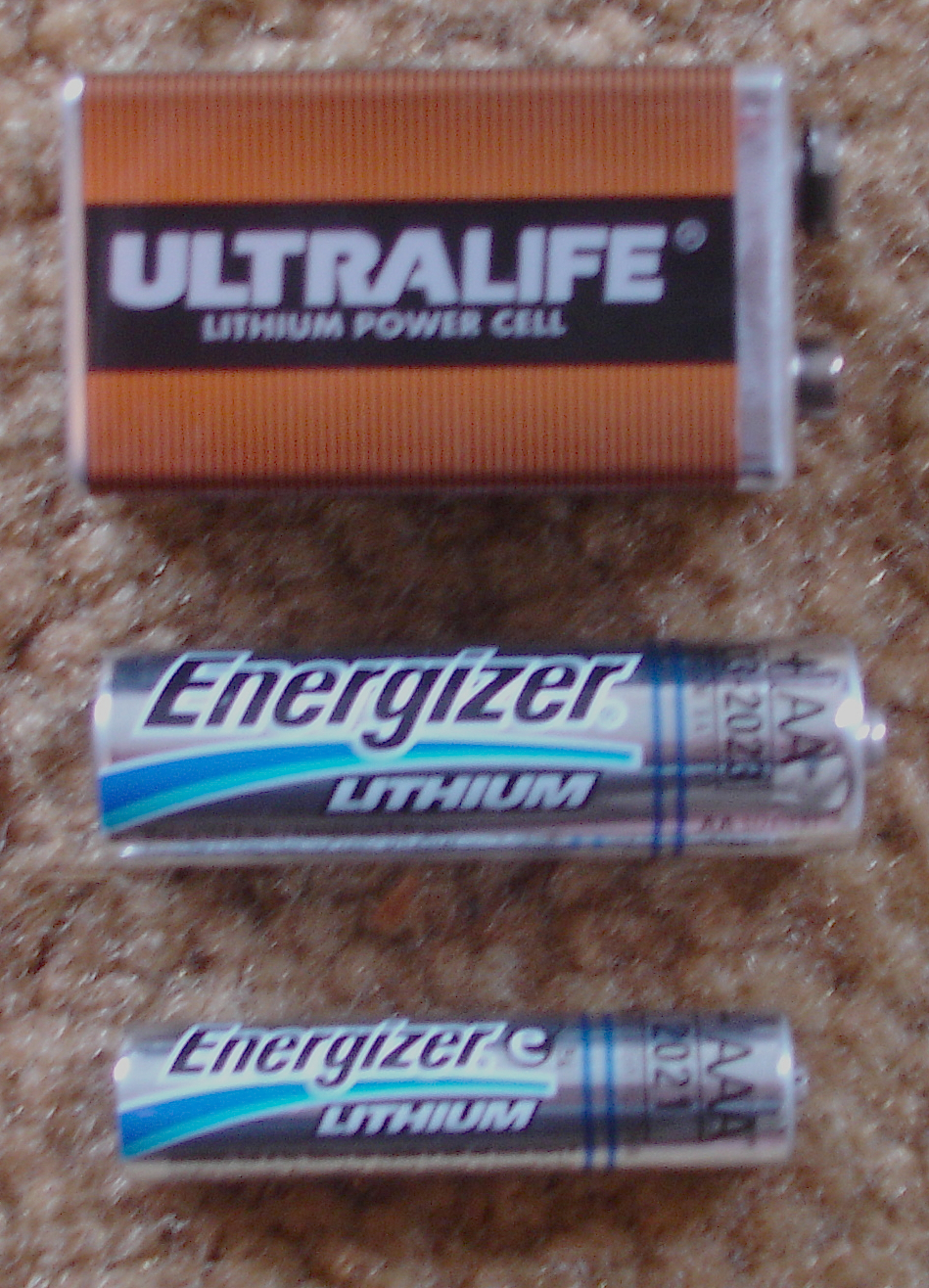
Pin lithi 9V, với các kích cỡ AA và AAA. Pin ở trên có 3 pin lithi-oxide mangan bên trong, hai pin ở dưới là có 3 khối lithi-sắt sulfide bên trong và tương thích về điện với pin kẽm 1.5V.

Pin lithi là các pin điện có lithi dùng làm anode. Những loại pin này còn được gọi là pin lithi-kim loại.
Loại pin lithi khác biệt với các loại pin khác nhờ dung tích lưu trữ cao (tuổi thọ dài) và chi phí cao. Tùy thuộc vào thiết kế và các hợp chất hóa học được sử dụng, pin lithi có thể tạo ra điện áp từ 1,5 V (tương đương với pin kẽm-carbon hoặc pin kiềm) cho đến khoảng 3.7 V.
Pin lithi dùng một lần cần phân biệt rõ với pin Li-ion và pin Li-po, mà đều là các pin sạc. Lithi rất hữu ích vì ion của nó có thể di chuyển giữa anode và cathode, sử dụng một hợp chất lithi làm vật liệu tạo cathode nhưng không dùng lithi nhưng kim loại anode. Lithi nguyên chất ngay lập tức sẽ phản ứng với nước, hoặc thậm chí là hơi ẩm trong không khí; lithi trong các pin ion lithi này ít có tính phản ứng hơn do ở dạng hợp chất. Trong quá trình sạc hoặc xả nếu người dùng không tuân thủ quy định thì pin có thể gây ra lượng khí thải ra bên ngoài, dẫn đến có thể gây nổ hoặc hỏa hoạn.
Pin lithi được sử dụng rộng rãi trong các thiết bị điện tử tiêu dùng xách tay và trong xe điện, từ xe lớn có kích thước đầy đủ đến đồ chơi điều khiển bằng sóng radio.